# Chlamydonia volans
Chlamydonia volans är en skalbaggsart som beskrevs av Michael S. Caterino 2006. Chlamydonia volans ingår i släktet Chlamydonia och familjen stumpbaggar. Inga underarter finns listade i Catalogue of Life.